# Енцо Кабрера
Енцо Кабрера (ісп. Enzo Cabrera, нар. 20 листопада 1999, Касільда) — аргентинський футболіст, нападник кіпрського клубу АЕК (Ларнака). Виступав також за низку аргентинських і закордонних клубів. Володар Кубка Мальти та Кубка Кіпру.

## Ігрова кар'єра
Енцо Кабрера народився 1999 року в місті Касільда, та є вихованцем футбольної школи клубу «Ньюеллс Олд Бойз». У 2017 році Кабрера розпочав грати в основній команді клубу, в якій грав до 2021 року, коли керівництво клубу віддало футболіста в оренду до нижчолігового іспанського клубу «Інтерсіті». У 2022—2023 роках аргентинський нападник грав у оренді в мальтійському клубі «Біркіркара», у складі якого став володарем Кубка Мальти. У 2023 році Кабрера на правах оренди перейшов до кіпрського клубу «Етнікос» (Ахна).
З 2024 року Енцо Кабрера грає у складі іншого кіпрського клубу АЕК (Ларнака). У складі команди в сезоні 2024—2025 років футболіст став володарем Кубка Кіпру.

## Титули і досягнення
- Володар Кубка Мальти (1):

«Біркіркара»: 2022–2023
- Володар Кубка Кіпру (1):

АЕК (Ларнака): 2024–2025